# Ladaniva
Ladaniva es un dúo musical fundado en 2019 por Jaklin Baghdasaryan y Louis Thomas, el cual se establece en Francia, siendo originario de Lille. Su estilo musical está inspirado en la música del mundo, en particular la música tradicional de los Balcanes, la maloya y el folclore armenio. El nombre del grupo es una referencia al SUV todoterreno Lada Niva. El dúo representó a Armenia en el Festival de la Canción de Eurovisión 2024.

## Historia
Ladaniva se formó en 2019 en Lille como resultado de la colaboración entre la cantante Jaklin Baghdasaryan y el multiinstrumentista Louis Thomas. Baghdasaryan (Yeghegnadzor, Armenia, 1997) creció en Minsk, Bielorrusia, antes de emigrar a Francia con su madre en 2014. La artista canta desde la infancia y, radicada en Tourcoing, se matriculó en el Conservatorio de Lille. Thomas (Lille, Francia, 1987), por su parte, es un músico de jazz procedente de una familia de músicos, quien también asistió al conservatorio. Una noche de 2018, se encontraron por casualidad durante una sesión improvisada en un bar musical de Vieux-Lille, l'Intervalle.
En marzo y abril de 2020, mientras muchos países afectados por la pandemia de COVID-19 estaban cerrados, Ladaniva publicó dos vídeos, "Vay Aman" y "Zepyuri Nman", que tuvieron gran éxito, especialmente entre la comunidad armenia. Luego, lanzaron el vídeo de "Kef Chilini", que alcanzó 18 millones de visitas en pocos meses. En 2023, Ladaniva lanzó su primer álbum, homónimo, producido y distribuido por PIAS.
El 9 de marzo de 2024, Ladaniva fue anunciado oficialmente como el representante de Armenia para el Festival de la Canción de Eurovisión 2024.

## Estilo musical
El repertorio de Ladaniva se inspira, por un lado, en canciones tradicionales de Armenia, Rusia y los Balcanes, y por otro, en música de América Latina, África y la Isla de la Reunión.

## Premios y honores
Ladaniva recibió el premio Music Moves Europe a través del premio Public Choice Award en 2022.

## Discografía

### Álbumes
- "Ladaniva" (2023)

### Canciones
- "Kef Chilini" (2020)
- "l.Oror" (2020)
- "Pourquoi t'as fait ça?" (2021)
- "Shakar" (2023)
- "Wayo Waya" (2023)
- "Here's to you Ararat" (2024)
- "Saraiman" (2024)